# Lawrence Stevens
Lawrence Stevens (n. 25 februarie 1913, Johannesburg, Africa de Sud – d. 17 august 1989, Durban, Africa de Sud) a fost un boxer ce a reprezentat Africa de Sud, medaliat olimpic. A participat la o ediție a Jocurilor Olimpice (1932) în care a câștigat o medalie de aur.

## Participări
Lista de mai jos prezintă principalele competiții la care a participat Lawrence Stevens de-a lungul carierei.
- boxing at the 1932 Summer Olympics – lightweight[*]